# Kornél Polgár

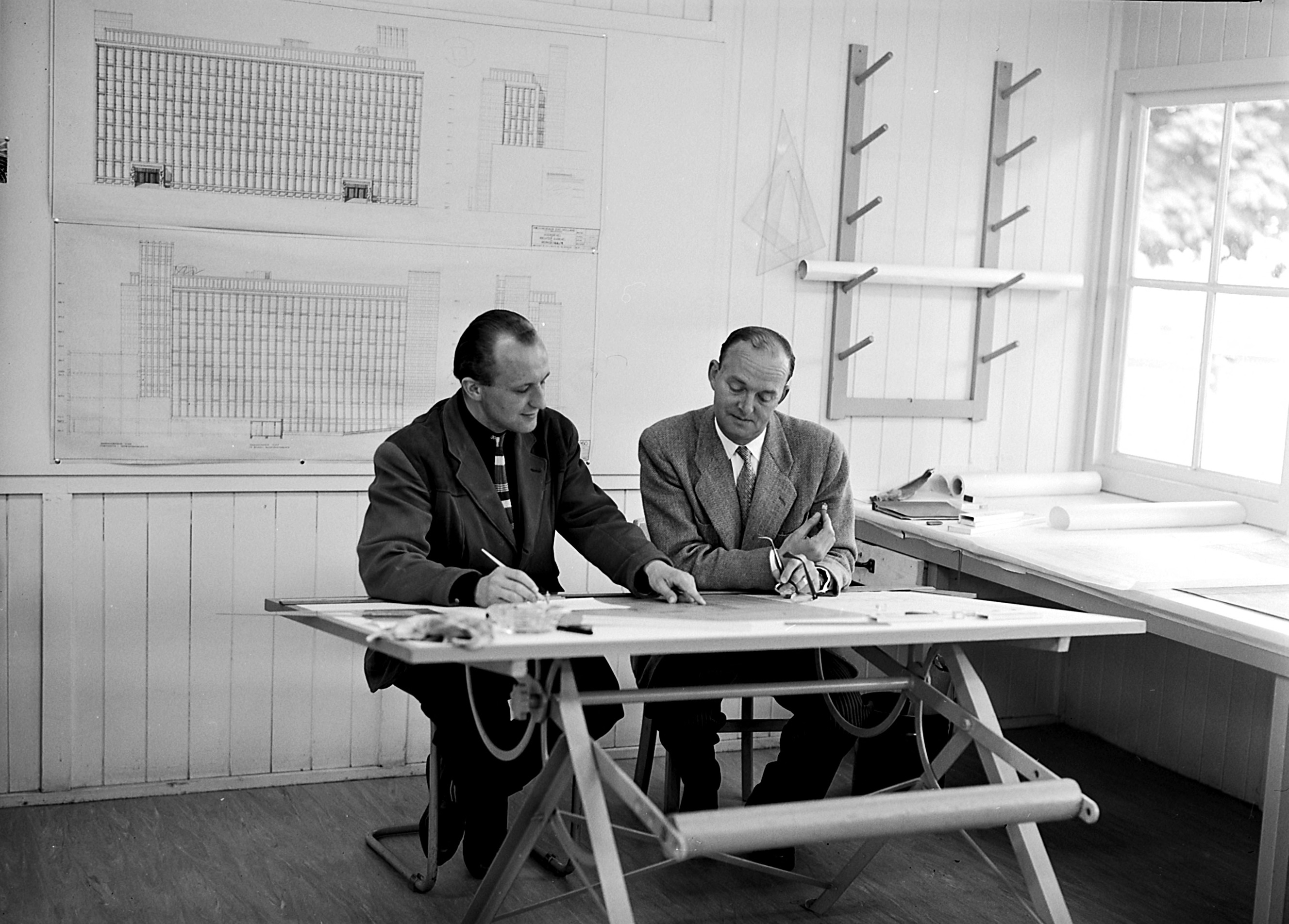
Links architect ir. K. Polgár en rechts architect van de provincie Zuid-Holland de heer Werner

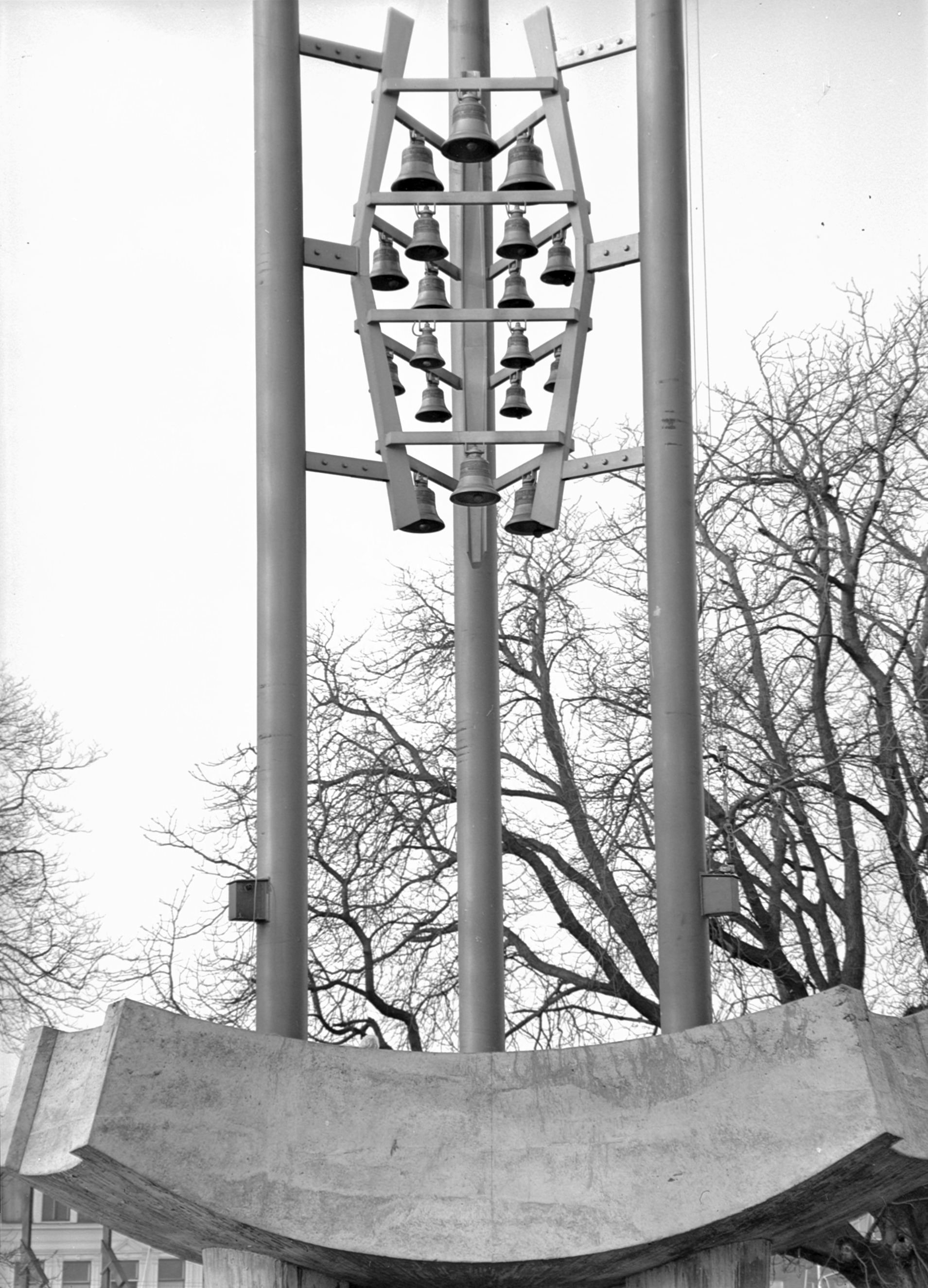
Carillon met 18 klokken (provinciehuis Zuid-Holland). Ontwerp van ir. K. Polgár

Kornél Polgár (Györ, 16 juli 1925 – Leidschendam, 7 november 2011) was een Hongaars-Nederlands architect.
Polgár werd opgeleid aan de Technische Universiteit Boedapest, en zette zijn studie na zijn vlucht naar het westen, in februari 1949, voort aan de Technische Hochschule in Wenen. Hij arriveerde in 1951 in Nederland, waar hij verder studeerde aan de Technische Hogeschool Delft en zijn studie in 1954 afrondde. Na een periode bij architectenbureau ir. F.P.J. Peutz te Heerlen en als projectarchitect, was hij tot 1982 wetenschappelijke medewerker aan de T.H. Delft. Hij vestigde zich ondertussen als zelfstandig architect in Voorburg en fuseerde in 1970 met architectenbureau Treffers in Waddinxveen tot Architekten- en ingenieursburo Treffers en Polgár BV.
Tot zijn bekende werken horen enkele scholen en zeventig maisonettewoningen in Voorburg, de R.K. Gedachteniskerk in Rotterdam-IJsselmonde (samen met architect H.H.J. Lelieveldt) en een verzorgingshuis met op de begane grond de H. Gerardus Majellakerk (1985) in Voorburg. In 1983 ontving hij als eerste en enige Nederlander de Heinrich Tessenow-medaille voor architectuur voor het ontwerpen van sociale woningbouw in samenhang met een humane woonomgeving.